# Gary Collins (Footballspieler)
Gary James Collins (* 20. August 1940 in Williamstown, Pennsylvania) ist ein ehemaliger US-amerikanischer American-Football-Spieler. Er spielte in der National Football League (NFL) bei den Cleveland Browns als Wide Receiver und Punter.

## Spielerlaufbahn

### Collegekarriere
Gary Collins studierte von 1959 bis 1961 an der University of Maryland. Er spielte Football für die „Maryland Terrapins“ als Wide Receiver und Punter. In allen drei Studienjahren wurde er von seinem College aufgrund seiner sportlichen Leistungen ausgezeichnet. Collins war während seiner Studienzeit der statistisch beste Wide Receiver seiner Mannschaft. Die Anzahl der gefangenen Touchdownpässe befindet er sich noch heute auf Platz 4 der Bestenliste seines Colleges.

### Profikarriere
Collins wurde im Jahr 1962 von den Cleveland Browns in der ersten Runde an vierter Stelle gedraftet. Die Boston Patriots, die in der NFL Konkurrenzliga American Football League (AFL) spielten zogen ihn in der AFL Draft in der ersten Runde an sechster Stelle. Gary Collins entschloss sich das Angebot der Browns anzunehmen. Unumstrittener Star-Spieler der Browns war Fullback Jim Brown. Im Team standen aber auch weitere Leistungsträger, wie die späteren Mitglieder in der Pro Football Hall of Fame Lou Groza und Gene Hickerson.
Collins kam in seiner Rookiesaison überwiegend als Punter zum Einsatz, als Wide Receiver war er für den Trainer der Browns Blanton Collier zunächst nur die zweite Wahl. 1963 konnte er sich als Starter in der Offense der Browns etablieren. Er konnte die Ligabestleistung von 13 gefangenen Touchdownpässen erzielen.
Im Jahr 1964 hatten sich die Browns mit dem Runningback Leroy Kelly und dem Wide Receiver Paul Warfield gut verstärken können und Collins gelang es mit seiner Mannschaft in das NFL Championship Game gegen die Baltimore Colts einzuziehen. Im Endspiel wurde er mehrfach von Quarterback Frank Ryan in Szene gesetzt. Bei fünf Passfängen erzielte er einen Raumgewinn von 130 Yards. Mit drei erzielten Touchdowns war er entscheidend am Erfolg seiner Mannschaft beteiligt. Im folgenden Jahr traten die Browns zur Titelverteidigung im Endspiel gegen die Green Bay Packers an. Auch in diesem Spiel erzielte er einen Touchdown, konnte aber damit die 12:23-Niederlage seiner Mannschaft gegen die von Vince Lombardi trainierten Packers nicht verhindern. Nach einer schweren Schulterverletzung konnte Collins die Saison 1968 nur zum Teil bestreiten. Bei der Endspielniederlage seiner Mannschaft gegen die Packers im gleichen Jahr war er kein Faktor. 1969 zogen die Browns erneut in das NFC Championship Game ein. Bei der 7:27-Niederlage seines Teams erzielte er den einzigen Touchdown. Nachdem die Browns im Laufe der Saison 1971 versucht hatten, Collins an eine andere Mannschaft abzugeben, beendete er seine Laufbahn.

## Nach der Laufbahn
Gary Collins war trotz seiner individuellen Leistungen für lange Zeit in Vergessenheit geraten. Erst nachdem er sich im Jahr 2003 in einem Interview enttäuscht über das Verhalten der Vereinsverantwortlichen gezeigt hatte, wurde er von den Browns im Jahr 2004 geehrt. Gary Collins arbeitete nach seiner Spielerlaufbahn als Versicherungsvertreter in Hershey.

## Ehrungen
Collins spielte zweimal im Pro Bowl, dem Abschlussspiel der besten Spieler einer Saison. Er wurde viermal zum All-Pro gewählt und ist Mitglied im NFL 1960s All-Decade Team und wird auf dem Maryland Athletics Walk of Fame geehrt.